# Štapasta palma
Štapasta palma (lat. Rhapis), biljni rod iz porodice palmovki (Arecaceae) raširen po jugoistočnoj Aziji: Vijetnam, Kina, Japan, Tajland, Kambodža i neki otoci Indonezije.

## Vrste
U rodu je priznato 11 vrsta:
1. Rhapis evansii A.J.Hend.
2. Rhapis excelsa (Thunb.) A.Henry
3. Rhapis gracilis Burret
4. Rhapis humilis Blume
5. Rhapis kebangensis A.J.Hend.
6. Rhapis laosensis Becc.
7. Rhapis micrantha Becc.
8. Rhapis puhuongensis M.S.Trudgen, T.P.Anh & A.J.Hend.
9. Rhapis robusta Burret
10. Rhapis subtilis Becc.
11. Rhapis vidalii Aver., T.H.Nguyên & P.K.Lôc